# Schloss Udlding

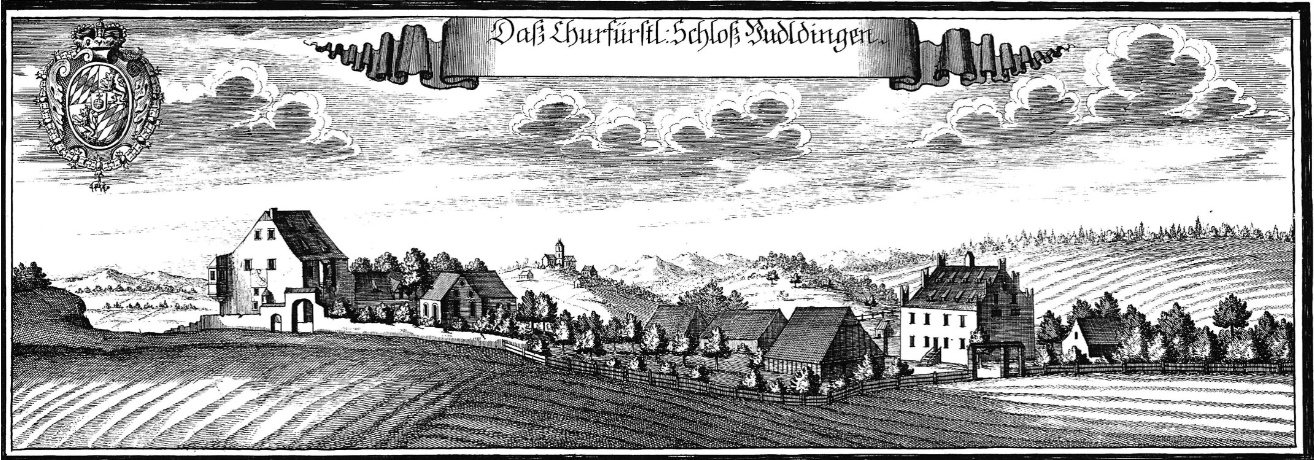
Schloss Udlding nach einem Kupferstich von Michael Wening (1726)

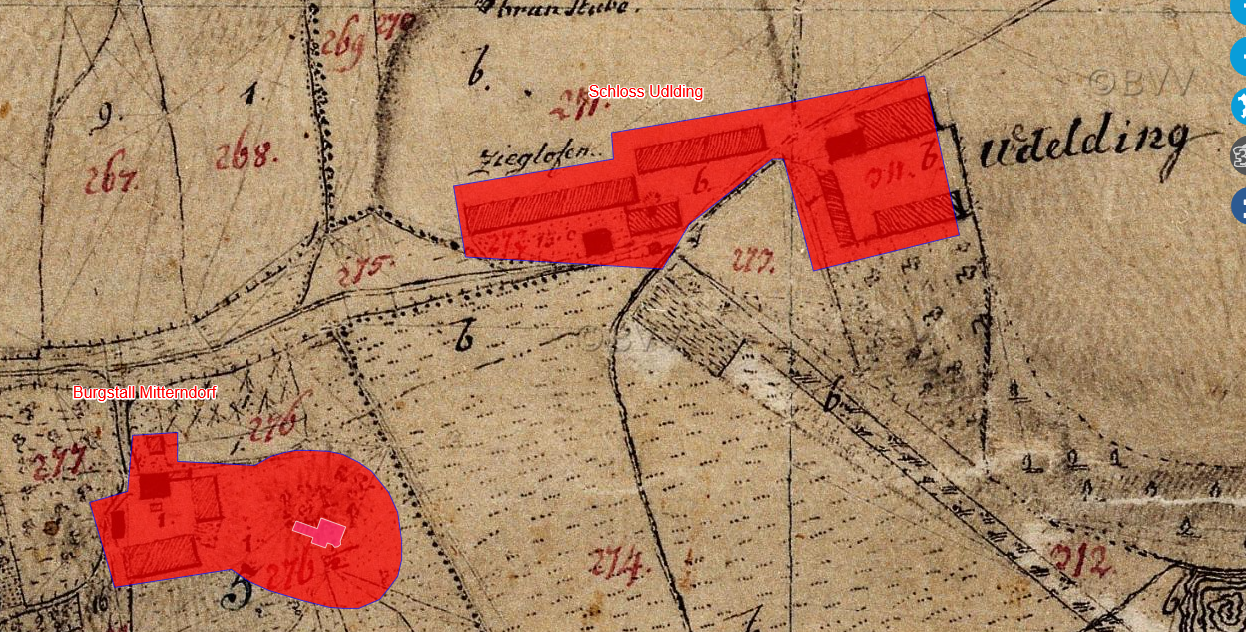
Lageplan von Schloss Udlding und Burgstall Mitterndorf auf dem Urkataster von Bayern

Schloss Udlding war ein Hofmarkschloss in Udlding, einem Gemeindeteil der Großen Kreisstadt Dachau. Die Anlage wird als Bodendenkmal unter der Aktennummer D-1-7734-0141 im Bayernatlas als „abgegangenes Hofmarkschloss des späten Mittelalters und der frühen Neuzeit ("Schloss Udlding") mit zugehörigem Wirtschaftshof“ geführt.

## Geschichte
Das Schloss wurde um 1400 urkundlich erwähnt und nach 1805 abgebrochen. Das Schloss wurde von Michael Wening in seiner „Historico Topographica Descriptio“ Ober- und Niederbayerns dargestellt. Das Schloss war ein einfacher eingeschossiger Bau mit Satteldach und einem Erker sowie einem langgestreckten Seitenflügel.
Bekannte Besitzer waren: die Dachauer von Lauterbach, Ulrich von Kammerberg (bis 1691), die Kurfürsten von Bayern (1691–1778), Kammerrat Danzer (1778), Gräfin Elisabeth von Bettschard (1791) sowie die Kurfürsten von Bayern (1797 bis um 1805).